# Экстраординарные войска

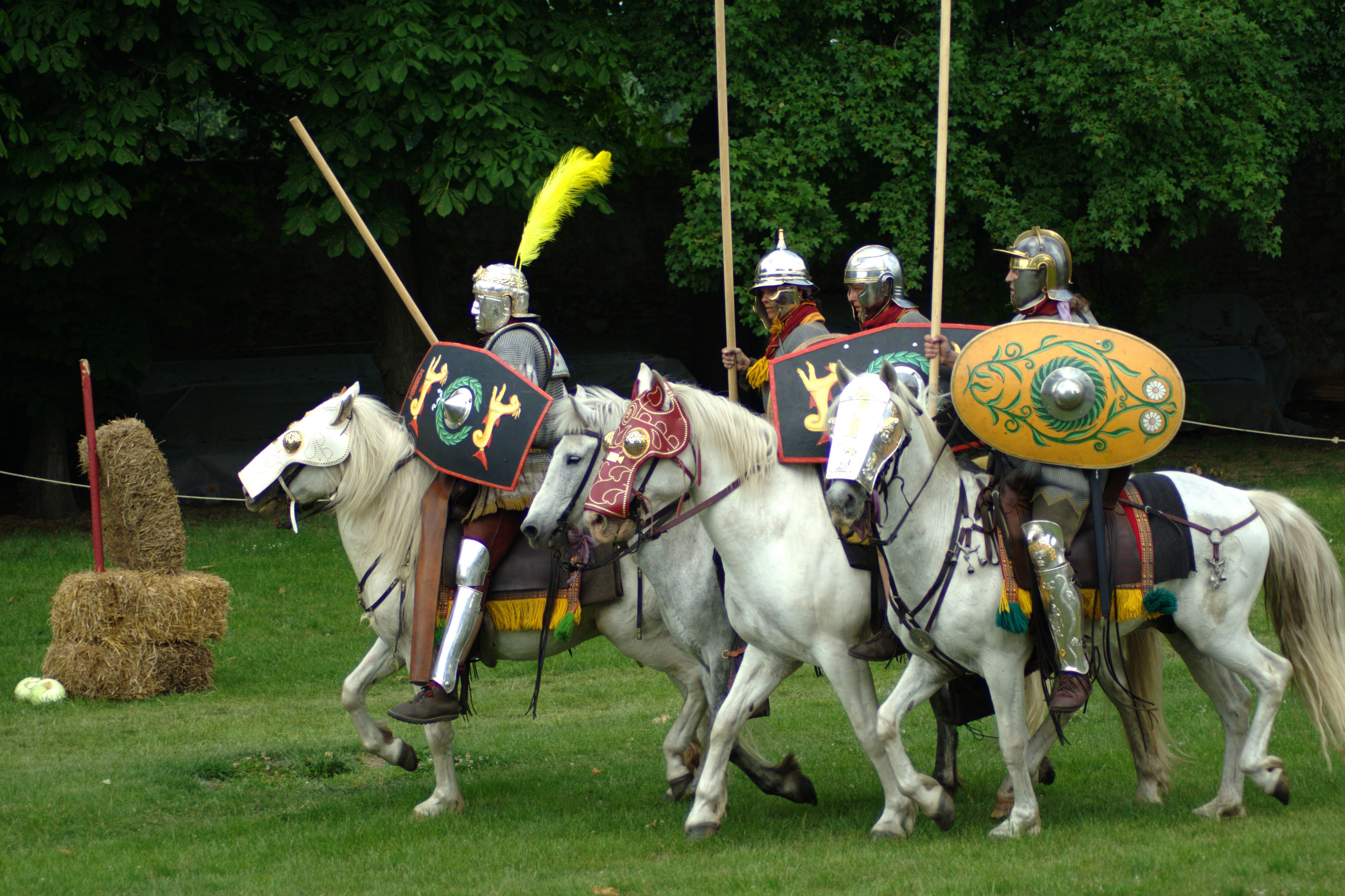
Римские кавалеристы (реконструкция, 2008)

Экстраординарные войска или экстраординарии (лат. extraordinarii) — воинские формирования в составе войска Древнего Рима республиканского периода, которые состояли из союзных войск. 
Как правило, они находились всегда при полководце и задействовались по его личному указанию в самые критические моменты сражения. В каждом римском легионе их численность была около 20 % пехоты и одной трети кавалерии, составляя всего около 1 040 человек. Отборная часть экстраординариев из самых знатных воинов (208 человек) носила наименование аблектов и выделялась в отдельный отряд телохранителей предводителя войска. Будучи всегда у него на виду, они играли роль войскового резерва и, одновременно, находились на роли заложников.